# The Crossing (Star Trek)
The Crossing is de 18e aflevering van het tweede seizoen van de Amerikaanse sciencefictiontelevisieserie Star Trek: Enterprise. Het is de 42e aflevering van de serie, voor het eerst uitgezonden in 2003.

## Verhaal
De USS Enterprise NX-01 wordt ingehaald door een gigantisch sterrenschip, dat in staat blijkt het Aardse schip compleet op te slokken. Nadat kolossale schuifdeuren aan de voorkant van het schip openen, vliegt het schip steeds dichter richting de Enterprise, totdat die zich compleet binnen het andere schip bevindt. Daarna vallen kritieke systemen (o.a. wapens en de warpmotor) uit. Nadat een klein team het schip onderzoekt, blijkt dat het schip wordt bevolkt door rook-achtige verschijningen. Deze niet-lichamelijke wezens zijn in staat het hoofd van de bemanningsleden van de Enterprise binnen te gaan, waarna zij de controle over het lichaam overnemen, terwijl de bemanningsleden in kwestie dingen meemaken die niets met ruimte en tijd te maken hebben (vergelijkbaar met dromen, maar schijnbaar realistischer).
Dit baart kapitein Jonathan Archer zorgen. Hij probeert te vluchten. Later proberen de entiteiten van het andere schip hem te overtuigen dat hij niets te vrezen heeft. Dit lukt echter maar half, zelfs nadat ze de Enterprise vrijgeven en het schip weer op eigen kracht door de ruimte kan varen. Uiteindelijk blijken Archers vermoedens terecht: T'Pol komt erachter dat het schip dat de entiteiten gebruiken niet lang bruikbaar meer is en dat zij proberen in leven te blijven door de bemanningsleden van de Enterprise als nieuwe lichamen te gebruiken. Dokter Phlox, die immuun is voor de wezens, kan uiteindelijk het schip redden door een voor de entiteiten - maar niet voor mensen - giftig gas in het schip de verspreiden. Het schip probeert de Enterprise opnieuw op te slokken, maar dit keer vernietigen ze het schip voordat het de kans krijgt.

## Acteurs

### Hoofdrollen
- Scott Bakula als kapitein Jonathan Archer
- John Billingsley als dokter Phlox
- Jolene Blalock als overste T'Pol
- Dominic Keating als luitenant Malcolm Reed
- Anthony Montgomery als vaandrig Travis Mayweather
- Linda Park als vaandrig Hoshi Sato
- Connor Trinneer als overste Charles "Trip" Tucker III

### Gastrollen
- Joseph Will als bemanningslid Michael Rostov

### Bijrollen

#### Bijrollen met vermelding in de aftiteling
- Matthew Kaminsky als bemanningslid van de Enterprise
- Steven Allerick als kok
- Alexander Chance als bemanningslid van de Enterprise
- Valarie Ianniello als bemanningslid van de Enterprise

#### Bijrollen zonder vermelding in de aftiteling
- Adam Anello als bemanningslid van de Enterprise
- Jef Ayres als bemanningslid Haynem
- Brian Bennett als bemanningslid van de Enterprise
- Solomon Burke junior als bemanningslid Billy
- Mark Correy als bemanningslid Alex
- Hilde Garcia als vaandrig Rossi
- Glen Hambly als bemanningslid van de Enterprise
- Scott Hill als vaandrig Cole
- Aldric Horton als bemanningslid van de Enterprise
- Baron Jay als bemanningslid van de Enterprise
- Roy Joaquin als bemanningslid van de Enterprise
- John Jurgens als bemanningslid van de Enterprise
- Martin Ko als bemanningslid van de Enterprise
- Aouri Makhlouf als bemanningslid van de Enterprise
- Marnie Martinals bemanningslid van de Enterprise
- Michael McAdam als bemanningslid van de Enterprise
- Marlene Mogavero als bemanningslid van de Enterprise
- Bobby Pappas als bemanningslid van de Enterprise
- Monika Spruch als bemanningslid van de Enterprise
- John Wan als bemanningslid van de Enterprise
- Mark Watson als bemanningslid van de Enterprise

### Stuntdubbelgangers
- Shawn Crowder als stuntdubbelganger voor Connor Trinneer